# L'Homme à la moto
Black Denim Trousers and Motorcycle Boots
Clip vidéo
L'Homme à la moto (archive INA, 1956)
L'Homme à la moto est une chanson française, adaptation par Jean Dréjac de la chanson américaine Black Denim Trousers and Motorcycle Boots de Jerry Leiber et Mike Stoller (surtout connus pour leur travail avec The Coasters et Elvis Presley). Édith Piaf la chante pour la première fois à l'Olympia en 1956.

## Genèse

### Chanson originale
Black Denim Trousers and Motorcycle Boots, écrite par le duo d'auteurs-compositeurs américains Jerry Leiber et Mike Stoller, est enregistrée en 1955 par le groupe américain The Cheers (en) avec l'orchestre de Lex Baxter. Elle se classe à la 6e place du palmarès des singles les plus vendus du magazine Billboard à l'automne 1955, devenant ainsi le premier Top 10 des succès pop de Leiber et Stoller. La chanson est le deuxième grand succès des Cheers, après Bazoom (Need Your Lovin'). C'est aussi la première chanson sur les motos et les « nouveaux » motards à figurer dans le hit-parades, ce qui lui vaut la réputation d'être la première chanson de bikers. Sa popularité coïncide avec la mort de l'idole des jeunes, James Dean, dans un accident de voiture la semaine suivant la sortie du disque.

### Version française
Le texte, adapté en français par Jean Dréjac, se compose de deux couplets et trois refrains (avec une variante pour le dernier). C'est l'histoire d'un terrible motard qui, après avoir délaissé sa petite amie, trouve la mort en percutant une locomotive.
« C'est le film L'Équipée sauvage avec Brando qui m'a inspiré, ainsi que tous ces jeunes en blouson de cuir qui apparaissaient dans les banlieues », confie Jean Dréjac en 1996. Les paroles originales sont pratiquement les mêmes que celles en français :
| He wore black denim trousers and motorcycle boots And a black leather jacket with an eagle on the back He had a hopped-up 'cicle that took off like a gun That fool was the terror of Highway 101 | Il portait des culottes des bottes de moto Un blouson de cuir noir avec un aigle sur le dos Sa moto qui partait comme un boulet de canon Semait la terreur dans toute la région |

Edith Piaf enregistre L'Homme à la moto dans les studios Capitol à New-York en décembre 1955, accompagné par un orchestre et des chœurs sous la direction de Robert Chauvigny. Elle est "labellisée" par Pathé-Marconi le 3 janvier 1956, puis sortie sur disque 45-tours simple par Columbia France, couplée avec la chanson Avant Nous, et sur 45-tours 4 titres avec en supplément Soudain une vallée et Les Amants d'un jour. Elle est également enregistrée en public à l'Olympia en 1956 et en 1958, ainsi qu'au Carnegie Hall en 1956 et en 1957, et à Québec en 1956.

## Reprises

### En anglais
Vaughn Monroe fait une reprise de Black Denim Trousers and Motorcycle Boots en 1955, classée 38e du Billboard Hot 100 ; la chanson fait également une apparition dans le top 10 du classement Cash Box (qui comptabilise les chansons plutôt que les disques, et compte donc toutes les versions différentes d'une chanson comme une seule).
Cette chanson est également enregistrée par le groupe canadien The Diamonds (en) pour le label Coral Records ; les Diamonds deviendront célèbres plus tard avec Little Darlin'. En 1994, Chris Spedding enregistre une nouvelle version. Elle est également enregistrée par Joan Morris et William Bolcom qui en font un incontournable de leur répertoire de concert.

### En français
« L'Homme à la moto nous emmène sur un terrain qui nous appartient en propre, et qu'aucun David Bowie, que nulle Björk ne pourra jamais venir piétiner. Le rock français. Tout simplement. En ce qu'il a de plus profond. Éternel. Une fascination du noir et du drame. Le goût rimbaldien pour les bad boys. »

— Patrick Eudeline, 2007.
L'Homme à la moto devient un tube repris par de nombreux artistes :
- Nicoletta pour son premier 45 tours en 1966 : Un "scopitone" (clip) fut réalisé en 1967, avec 3 figurants sur leurs Harley-Davidson. "L'homme" de la chanson y est joué par Maurice Combalbert, concessionnaire HD Parisien, qui fut aussi le mécanicien de Johnny Hallyday.
- Vince Taylor en mai 1974,
- Catherine Ribeiro dans l'album Le blues de Piaf paru en 1977[6],
- Renaud parodie la chanson avec Les Aventures de Gérard Lambert en 1980,
- Djemila en 1981,
- Michèle Torr en 1980[7],
- Bernard Lavilliers en janvier 1988 tourne un clip où il chevauche une Triumph T6, casqué d'un Cromwell (casque bol), lunettes Climax... Marco Papazian l'accompagne à la guitare électrique,
- Norma Loy en 1988, dans le style rock gothique,
- Juliette en donne une version parodique  en 1991 dans son album, ¿Qué tal? [8],
- Fanny la même année : elle chante dans l'émission "sacrée soirée" de Jean-Pierre Foucault, le 20 novembre 1991,
- Mireille Mathieu sur son album Mireille Mathieu chante Piaf de 1993 (rééditions 2003 et 2012),
- Michel Hermon accompagné de l'accordéoniste Gérard Barreaux, sur son album Michel Hermon chante Piaf en 1995[9],
- Florent Pagny en 2003,
- Brigitte Fontaine en 2004 dans l'album Rue Saint-Louis en l'île[10],
- Jeanne Cherhal en concert à l'Olympia en 2007,
- Wynton Marsalis et Richard Galliano dans une version instrumentale sur leur album From Billie Holiday to Edith Piaf: Live in Marciac en 2009,
- Christine Tassan et les Imposteures en 2010,
- Beth Ditto en octobre 2013 sur France 2 dans l'émission Hymnes à la môme[11] et en 2018 lors de son concert aux Escales, à cappella,
- Vladimir Korneev en 2014,
- Kids United en 2015,
- Jack's Sound en 2017, groupe de rock alternatif Haut-Savoyard : clip tourné au Château Rouge à Annemasse,
- Chimène Badi sur son album Chimène chante Piaf en 2023.